# Chipre nos Jogos Olímpicos
O Chipre tem mandado atletas para todos os Jogos Olímpicos realizados desde 1980. Eles quase conseguiram uma medalha Olímpica nas Olimpíadas de 2008 quando Antonis Nikolaidis perdeu a medalha de bronze no desempate do skeet masculino. O primeiro atleta olímpico da Era Moderna do Chipre foi Anastasios Andreou em 1896, o qual competiu sob a bandeira da Grécia. Nessa época, o Chipre era uma colônia britânica.
Como a República Turca do Chipre do Norte não é internacionalmente reconhecida, ela não tem um Comitê Olímpico. Por conta disso, todos os atletas cipriotas competem sob a bandeira e o nome da República do Chipre.
Em 4 de agosto de 2012, o atleta Pavlos Kontides conquistou a primeira medalha olímpica para o Chipre. A medalha conquistada foi de prata na classe Laser da vela.

## Quadro de medalhas

### Medalhas por Jogos de Verão
| Jogos            | Ouro | Prata | Bronze | Total | Posição |
| Moscou 1980      | 0    | 0     | 0      | 0     | —       |
| Los Angeles 1984 | 0    | 0     | 0      | 0     | —       |
| Seul 1988        | 0    | 0     | 0      | 0     | —       |
| Barcelona 1992   | 0    | 0     | 0      | 0     | —       |
| Atlanta 1996     | 0    | 0     | 0      | 0     | —       |
| Sydney 2000      | 0    | 0     | 0      | 0     | —       |
| Atenas 2004      | 0    | 0     | 0      | 0     | —       |
| Pequim 2008      | 0    | 0     | 0      | 0     | —       |
| Londres 2012     | 0    | 1     | 0      | 1     | 69      |
| Total            | 0    | 1     | 0      | 0     | —       |

### Medalhas por esportes de Verão
| Esporte | Ouro | Prata | Bronze | Total |
| Vela    | 0    | 1     | 0      | 1     |
| Total   | 0    | 1     | 0      | 0     |

## Esporte participado por competição

### Olimpíadas de Verão
| Esporte        | 80 | 84 | 88 | 92 | 96 | 00 | 04 | 08 | 12 |
| -------------- | -- | -- | -- | -- | -- | -- | -- | -- | -- |
| Atletismo      |    | •  | •  | •  | •  | •  | •  | •  | •  |
| Ciclismo       |    | •  |    |    |    |    | •  |    | •  |
| Ginástica      |    |    |    | •  |    |    |    |    | •  |
| Halterofilismo |    |    |    |    |    |    |    | •  |    |
| Judô           | •  | •  | •  | •  |    |    | •  |    |    |
| Lutas          |    |    |    | •  | •  |    |    |    |    |
| Natação        | •  |    |    | •  | •  | •  | •  | •  | •  |
| Tênis          |    |    |    |    |    |    | •  |    | •  |
| Tiro           |    | •  | •  | •  | •  | •  | •  | •  | •  |
| Tiro com arco  |    |    |    | •  |    |    |    | •  |    |
| Vela           | •  |    | •  | •  | •  | •  | •  | •  | •  |